# Les Schtroumpfs et le Vol des cigognes
 (juillet 2021).
Si vous disposez d'ouvrages ou d'articles de référence ou si vous connaissez des sites web de qualité traitant du thème abordé ici, merci de compléter l'article en donnant les références utiles à sa vérifiabilité et en les liant à la section « Notes et références ».
Les Schtroumpfs et le Vol des cigognes, plus couramment appelé Le Vol des cigognes, est le trente-huitième album, et la cent-deuxième histoire, de la série de bande dessinée Les Schtroumpfs originellement créée par Peyo. Publié en 2020 aux éditions Le Lombard, l'album est scénarisé par Alain Jost et Thierry Culliford et illustré par Miguel Díaz Vizoso.

## Résumé
Depuis très longtemps, les cigognes transportent les Schtroumpfs lors de leurs déplacements lointains. Cette fois encore, trois d'entre elles se dévouent pour conduire une délégation de Schtroumpfs chez le mage Homnibus à l'occasion de son anniversaire. Mais, pour le retour, les cigognes d'habitude si ponctuelles ne sont pas au rendez-vous…